# Philophylla angulata
Philophylla angulata är en tvåvingeart som först beskrevs av Friedrich Georg Hendel 1913.  Philophylla angulata ingår i släktet Philophylla och familjen borrflugor.
Artens utbredningsområde är Taiwan. Inga underarter finns listade i Catalogue of Life.